# Adolf Heyduk
Adolf Heyduk (Rychmburk, 1835-1923) fue un  poeta y escritor checo, perteneciente al movimiento Escuela de Mayo. Muchos de sus poemas fueron adaptados después por el músico Antonín Dvořák.
En 1859, tras terminar sus estudios, fue contratado como profesor en una escuela de Praga que abandonó en 1860, para dedicarse a la enseñanza de dibujo y construcción, en la escuela secundaria superior en Písek.
En 1877 se casó y tuvo dos hijas que le premurieron.
Tuvo un fuerte vínculo con Eslovaquia, donde tenía muchos amigos a los que visitaba con frecuencia.

## Obras
Escribió alrededor de sesenta libros de poesía, pero la mayoría son poco conocidos. Por el formato de sus obras, muchos de sus poemas se musicaron por diversos compositores. Sus temas fueron, a menudo, la naturaleza de Bohemia del Sur y Eslovaquia y el amor de las mujeres y los niños. Hasta la muerte de sus dos hijas, sus obras están llenas de optimismo, luego, de pesimismo y tristeza.

## Canciones gitanas
Una de sus colecciones más conocidas, son las Canciones gitanas (Zigeunermelodien), musicado por Antonín Dvořák en su opus 55.
El propio Heyduk tradujo sus poemas, escritos originalmente en checo, al alemán, y Dvořák los musicó para el tenor de la Ópera de Viena, Gustav Walther, y solo fueron publicados en checo, en Chequia, que, en aquel entonces, pertenecía al Imperio austrohúngaro.
- Datos: Q362154
- Multimedia: Adolf Heyduk / Q362154